# Ampedus linteus
Ampedus linteus es una especie de escarabajo del género Ampedus, familia Elateridae. Fue descrita científicamente por Say en 1839.
Mide 8-11 mm. Se encuentra bajo corteza o en vegetación. Vive en los Estados Unidos y Canadá.